# Тестирование на основе модели
Тестирование на основе модели (англ. Model-based testing) — это тестирование программного обеспечения, в котором варианты тестирования (англ. test cases) частично или целиком получаются из модели, описывающей некоторые аспекты (чаще функциональные) тестируемой системы (англ. system under test). Модели могут отображать желаемое поведение системы или использоваться для создания тестовых стратегий или среды тестирования.
Модель, описывающая тестируемый объект, как правило, абстрактная и описывает лишь часть функциональности объекта. Тесты, сгенерированные из подобных моделей, тоже абстрактны и не могут напрямую использоваться для тестирования объекта. На основе сценариев абстрактных тестов необходимо выполнить их реализацию для тестируемого объекта. Такую реализацию можно использовать для непосредственного тестирования. В некоторых средах для моделирования модели могут содержать достаточное количество информации для генерации исполняемых тестов.
Поскольку модели обычно строятся на основе требований или ожидаемого поведения устройства, то такое тестирование обычно рассматривается как одна из форм тестирования по методу черного ящика.